# Golfe de l'Angara
Le golfe de l'Angara (en russe : Ангарский сор, Верхне-Ангарский сор, Северо-Байкальский сор, Angaraski sor, Verkhné-Angarski sor, Severo-Baïkalski sor) est un golfe du lac Baïkal, dans le raïon du Nord-Baïkal de la Bouriatie, en Russie. Séparé du lac Baïkal par l'île Iarki, la partie orientale du golfe fait partie de la réserve naturelle de l'Angara Supérieure. 

## Géographie
Le golfe de l'Angara est un golfe du lac Baïkal, située administrativement dans le raïon du Nord-Baïkal, raïon de la république de Bouriatie, un sujet en Sibérie de la Russie.
Le golfe de l'Angara est une baie peu profonde et comprend les vastes deltas des rivières Haute-Angara et Kitchera, séparés du lac Baïkal par l'étroite île sablonneuse de Iarki, s'étendant sur 11 km, et par d'autres îles (Millionnaïa Ton, etc.) d'une superficie totale de 11 km2. La longueur du golfe est de 17 km. Du côté ouest, l'île de Yarki est séparée du continent par la rivière Kichera. Du côté est, l'île Millionnaïa Ton est limitée par le chenal principal de la Haute Angara, dont l'embouchure s'appelle Dagarsk. C'est ici que l'eau est la plus chaude du lac Baïkal, pouvant monter jusqu'à 23 °C.
Il s'agit d'une partie du lac plutôt peu profonde, parfois marécageuse, où les processus naturels se déroulent un peu différemment de ceux du grand Baïkal.

## Formation
Selon une version, l'origine du golfe est similaire à l'origine du golfe de Porval, qui est également situé sur le lac Baïkal et s'est formée à la suite de l'affaissement du littoral dû à un tremblement de terre. Pendant longtemps, tout ce vaste espace s'est formé sous l'influence des courants des rivières Haute-Angara et Kitchera se jetant dans la partie nord du lac. Les limons et le sable apportés par les rivières formèrent progressivement une flèche, coupant la baie des grandes eaux. 

## Protection environnementale
La partie orientale du golfe est incluse dans la réserve biologique naturelle d'État de l'Angara Supérieure, créée en 1979, et plus largement du site du patrimoine mondial du lac Baïkal depuis 1996.